# Juan Andrés Morales Milohnic
Juan Andrés Morales Milohnic (Santiago de Chile, 1962.) čileanski je pjesnik i esejist hrvatsko-španjolskog podrijetla. Otac mu je Španjolac, a mati Hrvatica. Podrijetlo mu je iz Splita. Sin je čilske Hrvatice, nagrađivane književnice Višnje Milohnić Roje.
Doktorirao je književnost. Istu predaje na čilskim sveučilištima Universidad de Chile, Diego Portales i Finis Terrae u Santiagu. Promicateljem je hrvatske kulture i književnosti u Čileu. 
Do danas mu je objavljeno 19 stihozbirka. Pjesme su mu slojevite. Djela su mu prevedena na hrvatski, engleski, francuski, portugalski, mapudungun, kineski, švedski, norveški, rumunjski, katalonski i talijanski. Neke pjesme mu je u Hrvatskoj objavio kulturni tjednik Hrvatsko slovo, a prevela ih je na hrvatski prevela Željka Lovrenčić.
Član je Čileanske akademije za jezik od listopada 2008. godine.
Prevodi zajedno sa Željkom Lovrenčić suvremene hrvatske pjesnike na španjolski jezik.

## Djela
Objavio je ova djela:
- Po čudnim otocima (Por ínsulas extrañas) (pjesme, 1982.)
- Solilokvij vatre (Soliloquio de fuego) (pjesme, 1984.)
- Lázaro uvijek plače (Lázaro siempre llora) (pjesme, 1985.)
- Ne slučajnosti/Hors du Hasard  (No el azar/Hors du hasard) (pjesme, dvojezično, 1987.)
- Vježbanje govora (Ejercicio del decir) (pjesme, 1989.)
- Riječ (Verbo) (pjesme, 1991.)
- Porok ljepote (Vicio de belleza) (pjesme, 1992.)
- Proročanska vizija (Visión del oráculo) (pjesme, 1993.)
- Poetska antologija Vicentea Huidobra (Antología Poética de Vicente Huidobro) (esej i antologija, 1993.)
- Jedan kutak svijeta. Prikaz suvremene iberoameričke poezije (Un ángulo del mundo. Muestra de poesía iberoamericana actual) (antologija,1993.)
- Uništiti oči (Romper los ojos) (pjesme, 1995.)
- Umijeće ratovanja (El arte de la guerra) (pjesme, 1995.)
- Suvremena hrvatska poezija (Poesía croata contemporánea) (esej i antologija, 1997.)
- Scene propadanja Zapada (Escenas del derrumbe de Occidente) (pjesme, 1998.)
- Anguitología, Poesía y Prosa de Eduardo Anguita (esej y antologija, 1999.)
- Ujedinjena Španjolska: pjesnička antologija španjolskoga građanskoga rata  (España reunida: Antología poética de la guerra civil española) (esej i antologija, 1999.)
- Altazor svojeručno (Altazor de puño y letra) (esej, 1999.)
- Rekvijem (Réquiem) (pjesme, 2001.)
- Antologija pjesama i proze Miguela Artechea (Poesía y Prosa de Miguel Arteche) (esej i antologija, 2001.)
- Osobna antologija (Antología Personal) (pjesme, 2001.)
- Izabrane pjesme (pjesme, 2002.) (prijevod na hrvatski: Željka Lovrenčić i Jordan Jelić)
- O riječi i djelu (De Palabra y Obra) (esej, 2003.)
- Mrtvo sjećanje (Memoria Muerta) (pjesme, 2003.)
- Demon ništavila (Demonio de la nada) (pjesme, 2005.)
- Pjesme proročice (Los Cantos de la Sibila) (pjesme, 2009.)
- Pjesnička antologija naraštaja osamdesetih (Antología Poética de la Generación de los ochenta) (esej i antologija, 2010.)
- Vježbanje pisanja (Ejercicio de Escribir) (Čovjekolika kocka, knjiga-stvar, 2010.)  (pjesme, 2010.)
- Kratka antologija (elektronička knjiga, 2011.).
- U sjeni pjesme (eseji, još nije objavljeno)

## Nagrade
Ušao je u više od 60 antologija, što čilskih, što inozemnih. Djela su mu objavljena u mnoštvu časopisa u tuzemstvu i inozemstvu. Dobio je brojne stipendije.
Izbor iz nagrada:
- nagrada Manantial Čileanskoga sveučilišta, 1980.
- nagrada Miguel Hernández za najboljega mladoga latinsko-američkoga pjesnika (Buenos Aires, 1983.)
- nagrada grada San Felipea, 1997.
- nacionalna nagrada za poeziju „Pablo Neruda“, 2001.
- 1. nagrada na međunarodnome pjesničkome natječaju „La Porte de Poétas u Parizu, 2007.
- nagrada za esej „Španjolski kulturni centar“, 2002.
- nagrada za esej „Španjolski kulturni centar“, 2003.

## Vanjske poveznice
- Portal de hispanismo
- Fundación Pablo Neruda
- http://paginadeandresmorales.blogspot.com/
- https://web.archive.org/web/20110718161158/http://www.zurgai.com/Colaborador.asp?IdColaborador=486
- https://web.archive.org/web/20080306183315/http://www.geocities.com/apuntesmorales/index.html
- http://www.intelinet.org/eboli/eboli01/eboli_0119.htm#anchor254282  Arhivirana inačica izvorne stranice od 23. siječnja 2008. (Wayback Machine)